# Tvoj sovremennik
Tvoj sovremennik (Твой современник) è un film del 1967 diretto da Julij Jakovlevič Rajzman.